# Sozialgeschichte der Philosophie
|  | Dieser Artikel oder Abschnitt wurde wegen inhaltlicher Mängel auf der Qualitätssicherungsseite der Redaktion Geschichte eingetragen (dort auch Hinweise zur Abarbeitung dieses Wartungsbausteins). Dies geschieht, um die Qualität der Artikel im Themengebiet Geschichte auf ein akzeptables Niveau zu bringen. Dabei werden Artikel gelöscht, die nicht signifikant verbessert werden können. Bitte hilf mit, die Mängel dieses Artikels zu beseitigen, und beteilige dich bitte an der Diskussion! |

Eine Sozialgeschichte der Philosophie behandelt die Wechselwirkungen zwischen Philosophie und Gesellschaft. Solche Wechselwirkungen sind in beiden Richtungen möglich.
Das Aufkommen der Sozialgeschichte förderte auch entsprechende Schwerpunkte im Rahmen der Wissenschaftsgeschichte. Diese schlagen sich in Buchtiteln wie zum Beispiel Sozialgeschichte der Wissenschaften nieder.

## Gesellschaftliche Bedingungen der Philosophie
Die gesellschaftlichen Verhältnisse sind Faktoren für Werden und Vergehen philosophischer Strömungen. Die soziale Herkunft bedeutender Philosophen oder ihr Alltag können als mögliche Ursache für deren philosophische Betonungen betrachtet werden.

## Die Philosophie beeinflusst die Gesellschaft
Philosophische Einflüsse gibt es auf Denken und Handeln der Gesellschaft. Beide Bereiche lassen sich nicht streng trennen, stellen aber unterschiedliche Schwerpunkte dar.
Wie sich die Philosophie auf das Denken der Menschen auswirkt, lässt sich exemplarisch untersuchen, wenn man eine bestimmte Schicht der Gesellschaft betrachtet, zum Beispiel solche Menschen, die Bildungsmöglichkeiten hatten und von denen eigene schriftliche Äußerungen erhalten sind, zum Beispiel Naturforscher. Dabei sind etwa folgende Fragen zu stellen: Inwieweit lässt sich in ihren Schriften eine philosophische Auseinandersetzung erkennen, welche Fachphilosophen nennen sie namentlich, mit welcher philosophischen Richtung sympathisieren sie?
Philosophische Einflüsse auf das Handeln von Menschen lassen sich etwa anhand der politischen Auswirkungen des Marxismus erkennen.